# 에리크 2세

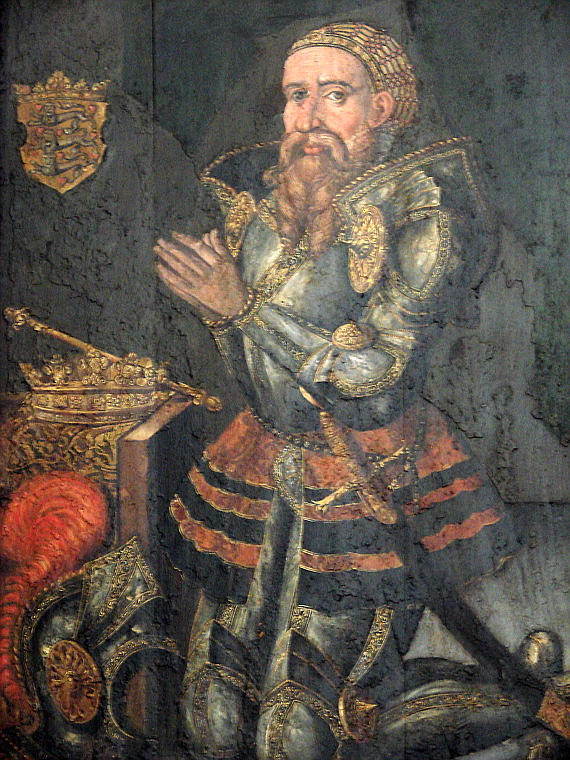
에리크 2세

에리크 2세(덴마크어: Erik II, 1090년경~1137년 9월 18일)는 덴마크의 국왕(재위: 1134년~1137년)이다. 인상적인 에리크 2세(덴마크어: Erik II Emune 에리크 에무네[*])라는 별칭으로 부르기도 한다.

## 생애
에스트리센가(Estridsen) 출신이며 에리크 1세 국왕의 사생아 아들로 태어났다.
덴마크의 국왕으로 즉위하기 이전에는 자신의 이복형인 크누드 라바르(Knud Lavard) 공작으로부터 묀섬(Møn), 롤란섬(Lolland), 팔스테르섬(Falster)을 영지로 받으면서 이들 섬의 영주가 되기도 했다. 1131년 크누드 라바르가 암살된 이후에는 닐스 국왕에 대한 반란에 가담했고 1131년 4월 스코네에서 대립왕으로 즉위하게 된다.
에리크가 이끄는 군대는 덴마크의 닐스 국왕, 닐스의 아들인 스웨덴의 망누스 1세 국왕과의 전투에서 몇 차례의 전투에서 패전했고 한때는 스코네로 도망치기도 했다. 1134년 포테비크(Fotevik) 전투에서 독일인 용병들의 도움으로 닐스 국왕이 이끄는 군대를 물리쳤고 닐스 국왕은 같은 해에 사망하고 만다.
덴마크의 국왕으로 즉위한 이후에는 자신을 지지하는 세력들에게는 높은 포상을 주었지만 자신에 반대하는 세력들에게는 가혹한 처벌을 내렸다. 1137년 9월 18일 지방 귀족인 소르테 플로우(Sorte Plov)에 의해 살해당했으며 그의 시신은 리베 성당에 안치되었다. 그의 왕위는 조카인 에리크 호콘쇤(Erik Håkonssøn)이 덴마크의 에리크 3세 국왕으로 즉위했다.
1130년 이전에는 키예프의 말름프레드(Malmfred)와 결혼했다. 또한 투나(Thunna)라는 여인으로부터는 사생아인 스벤(Svend)을 낳았다. 그의 사생아인 스벤은 훗날 덴마크의 스벤 3세 국왕으로 즉위하게 된다.